# Xã Clam Union, Michigan
Xã Clam Union (tiếng Anh: Clam Union Township) là một xã thuộc quận Missaukee, tiểu bang Michigan, Hoa Kỳ. Năm 2010, dân số của xã này là 882 người.